# 2027년 팬아메리칸 게임
2027년 팬아메리칸 게임(스페인어: Juegos Panamericanos de 2027, 영어: 2027 Pan American Games)은 2027년 7월 16일 부터 8월 1일 까지 페루 리마에서 열릴 예정인 제20회 팬아메리칸 게임 대회이다.

## 개최국 선정 과정
2021년 8월 27일 콜롬비아 바랑키야가 공식 개최지로 선정되었다. 콜롬비아 체육 당국은 범아메리카 스포츠 기구와 맺은 개최 비용 관련 계약을 이행하지 않자 2024년 1월 3일에 범아메리카 스포츠 기구에게 대회 개최권을 박탈했다.
2024년 3월 12일 원거리 가상 총회로 열린 범아메리카 스포츠 기구 총회에서 진행된 투표에서 2019년 팬아메리칸 게임 개최지인 페루의 리마가 파라과이의 아순시온을 꺾고 2027년 팬아메리칸 게임 개최지로 확정되었다.

## 참가국
- 페루 (개최국)

## 메달 집계
| 순위 | 국가 | 금메달 | 은메달 | 동메달 | 합계 |
| ---- | ---- | ------ | ------ | ------ | ---- |
| 1    |      |        |        |        |      |
| 2    |      |        |        |        |      |
| 3    |      |        |        |        |      |
| 합계 |      |        |        |        |      |